# Øster Lisbjerg Herred

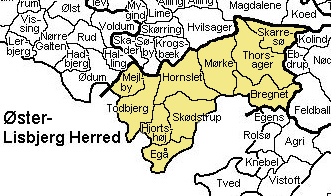
Øster Lisbjerg Herred.

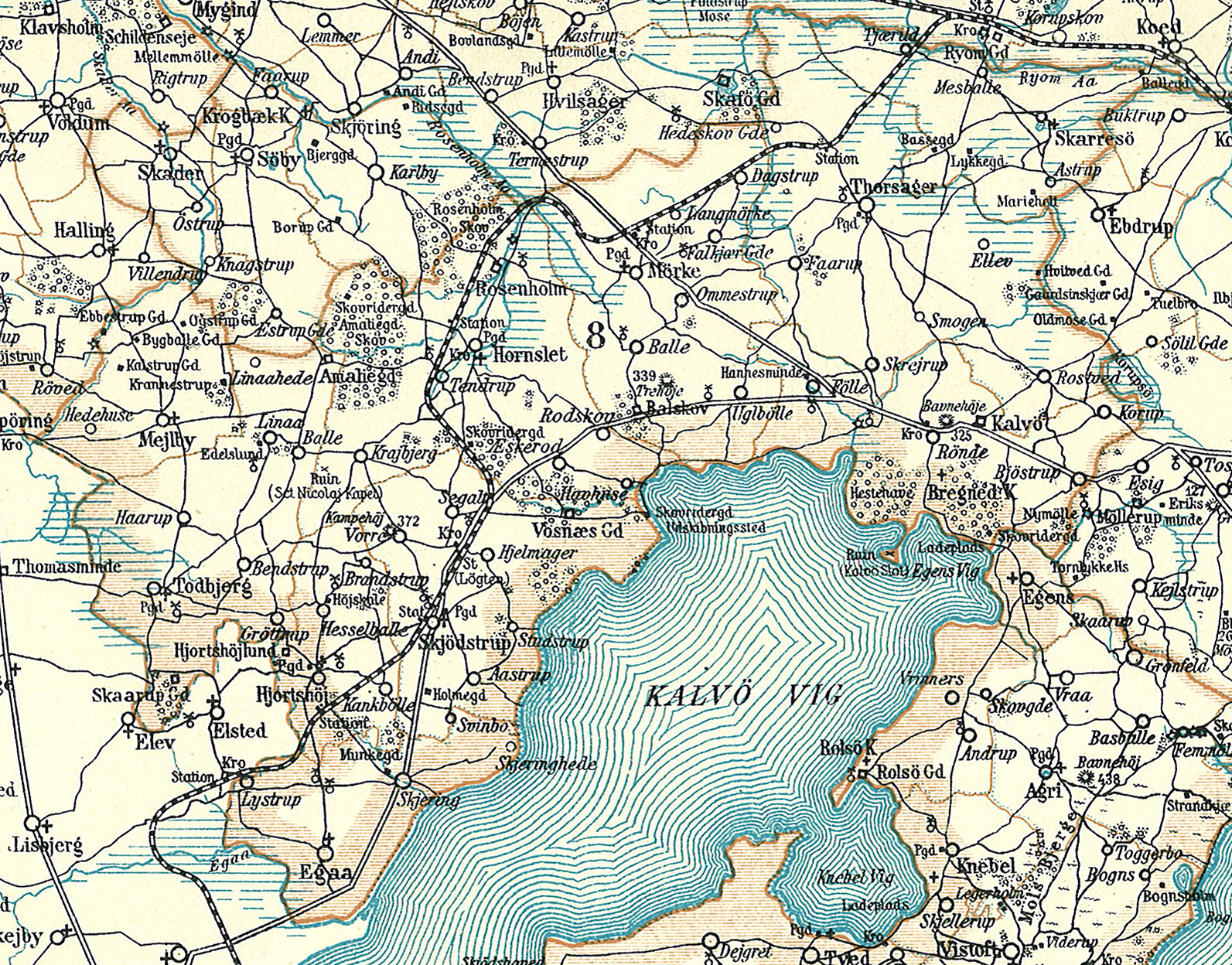
Øster Lisbjerg Herred rond 1900

Øster Lisbjerg Herred was een herred in het voormalige Randers Amt. Bij de bestuurlijke reorganisatie in Denemarken in 1970 werd het gebied toegevoegd aan de nieuwe provincie Aarhus.

## Parochies
- Bregnet
- Egå
- Hjortshøj
- Hornslet
- Mejlby
- Mørke
- Skarresø
- Skødstrup
- Thorsager
- Todbjerg